# Callopistria argyrosticta
Callopistria argyrosticta là một loài bướm đêm trong họ Noctuidae.